# DR
DR (tiếng Anh: Danish Broadcasting Corporation) là tổ chức phát sóng công cộng quốc gia tại Đan Mạch. Thành lập vào ngày 1 tháng 4 năm 1925. DR là thành viên đồng sáng lập của tổ chức Liên hiệp Phát sóng châu Âu.